# Estanislau II Augusto da Polônia
Estanislau II Augusto (nascido Stanisław Antoni Poniatowski; 17 de janeiro de 1732 – 12 de fevereiro de 1798), reinou como rei da Polônia e grão-duque da Lituânia de 1764 a 1795, foi o último monarca da Comunidade Polaco-Lituana. Ele continua sendo uma figura controversa na história polonesa. Reconhecido como um grande patrono das artes e ciências e um iniciador e firme apoiador de reformas progressivas, ele também é lembrado como o rei cuja eleição foi marcada pela intervenção russa. Ele é criticado principalmente por seu fracasso em resistir às partições e, assim, impedir a destruição do estado polonês.
Tendo chegado à corte imperial russa em São Petersburgo em 1755, ele se envolveu romanticamente com a futura imperatriz Catarina, a Grande. Com sua conivência, em 1764 ele foi eleito rei da Polônia. Ao contrário das expectativas, ele tentou reformar e fortalecer a comunidade doente. Seus esforços encontraram-se com oposição externa da Prússia, Rússia e Áustria, todos comprometidos em manter a Comunidade fraca. De dentro, ele se opôs aos interesses conservadores, que viam as reformas como ameaçando suas liberdades e privilégios tradicionais.
A crise que definiu seu reinado inicial foi a Guerra da Confederação de Bar (1768-1772), que levou à Primeira Partição da Polônia (1772). Na parte posterior de seu reinado ocorreram as reformas do Grande Sejm (1788-1792) e a promulgação Constituição de 3 de maio de 1791. Essas reformas foram derrubadas pela Confederação Targowica de 1792 e pela Guerra Polaco-Russa de 1792, levando diretamente à Segunda Partição da Polônia (1793), à Revolta de Kościuszko (1794) e à Final e Terceira Partição da Polônia (1795), marcando o fim da República das Duas Nações. Sem poder significativo, Poniatowski abdicou em novembro de 1795 e passou os últimos anos de sua vida como prisioneiro em São Petersburgo.

## Biografia

### Juventude
Stanisław Antoni Poniatowski nasceu em 17 de janeiro de 1732 em Wołczyn, então na Comunidade Polaco-Lituana e agora na Bielorrússia. Ele foi um dos oito filhos sobreviventes e quarto filho da princesa Konstancja Czartoryska e do conde Stanisław Poniatowski. Seus irmãos mais velhos foram Kazimierz Poniatowski (1721-1800), Franciszek Poniatowski (1723-1749), cardeal da catedral de Cracóvia e Aleksander Poniatowski (1725-1744), um policial morto no Renânia-Palatinado durante a Guerra da Sucessão Austríaca. Seus irmãos mais novos foram Andrzej Poniatowski (1734-1773), que chegou a ser Marechal de Campo d exército austríaco, Michał Jerzy Poniatowski (1736-1794) que se tornou primaz da Polônia. Suas duas irmãs mais velhas e casadas foram Ludwika Zamoyska (1728-1804) e Izabella Branicka (1730-1808). Entre seus sobrinhos estava o príncipe Józef Poniatowski (1763-1813), filho de Andrzej. Era bisneto do poeta, cortesão e suposto traidor Jan Andrzej Morsztyn e através de sua bisavó, Catarina Gordon, dama de companhia da rainha Maria Luísa Gonzaga, ele era parente da Casa de Stuart e, portanto, conectado às principais famílias da Escócia, Espanha e França. A família Poniatowski alcançou alto status entre a nobreza polonesa (szlachta) da época.
Ele passou os primeiros anos de sua infância em Gdansk. Ele foi sequestrado temporariamente quando criança, sob as ordens de Józef Potocki, Voivoda de Kiev, como represália pelo apoio de seu pai ao rei Augusto III e mantido por alguns meses em Kamieniec-Podolski. Ele posteriormente voltou para seus pais em Gdańsk. Mais tarde, ele se mudou com sua família para Varsóvia. Ele foi educado inicialmente por sua mãe, depois por professores particulares, incluindo o embaixador russo Herman Karl von Keyserling. Ele tinha poucos amigos na adolescência e, em vez disso, desenvolveu um gosto por livros que continuaram ao longo de sua vida. Ele fez sua primeira viagem ao exterior em 1748, com elementos do exército imperial russo, enquanto avançava para a Renânia para ajudar as tropas de Maria Teresa durante a Guerra da Sucessão Austríaca, que terminou com o Tratado de Aquisgrão (1748). Isso permitiu a Poniatowski visitar a cidade, também conhecida como Aachen, e se aventurar na Holanda. Em sua jornada de volta, ele parou em Dresden. 

### Carreira Política

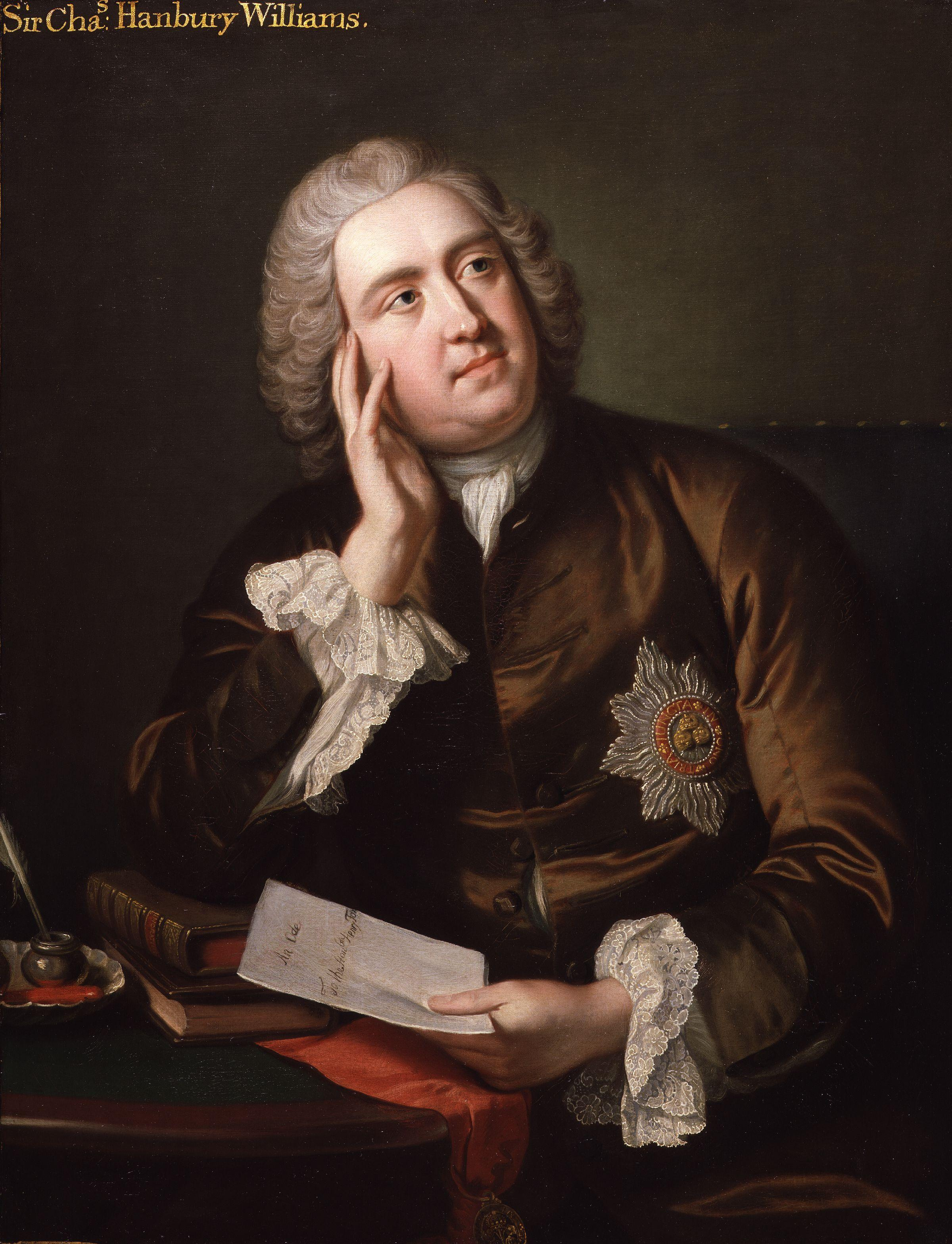
Sir Charles Hanbury Williams, mentor de Poniatowski por John Giles Eccardt

No ano seguinte, Poniatowski foi aprendiz do escritório de Michał Fryderyk Czartoryski, então vice-chanceler da Lituânia. Em 1750, ele viajou para Berlim, onde conheceu um diplomata britânico, Charles Hanbury Williams, que se tornou seu mentor e amigo.
Em 1751, Poniatowski foi eleito para o Tribunal do Tesouro em Radom, onde atuou como comissário. Ele passou a maior parte de janeiro de 1752 na corte austríaca de Viena. Mais tarde naquele ano, depois de servir no Tribunal Radom e encontrar o rei Augusto III da Polônia, foi eleito deputado do Sejm (parlamento polonês). Enquanto lá, seu pai garantiu para ele o título de Starosta de Przemyśl. Em março de 1753, ele viajou para a Hungria e Viena, onde se encontrou novamente com Williams. Ele retornou à Holanda, onde conheceu muitos membros importantes da esfera política e econômica do país. No final de agosto, ele chegou a Paris, onde se mudou entre as elites. Em fevereiro de 1754, ele viajou para a Inglaterra, onde passou alguns meses. Lá ele fez amizade com Charles Yorke, o futuro lorde chanceler da Grã-Bretanha. Ele retornou à Comunidade no final daquele ano, no entanto, evitou o Sejm, pois seus pais queriam mantê-lo fora do furor político em torno da herança de terras da família Ostrogski. No ano seguinte, ele recebeu o título de Stolnik da Lituânia.  
Poniatowski devia sua ascensão e influência às conexões de sua família com a poderosa família Czartoryski e sua facção política, conhecida como a Família, com a qual ele se aproximara. Foi a família que o enviou em 1755 a São Petersburgo, a serviço de Williams, que fora nomeado embaixador britânico na Rússia.  

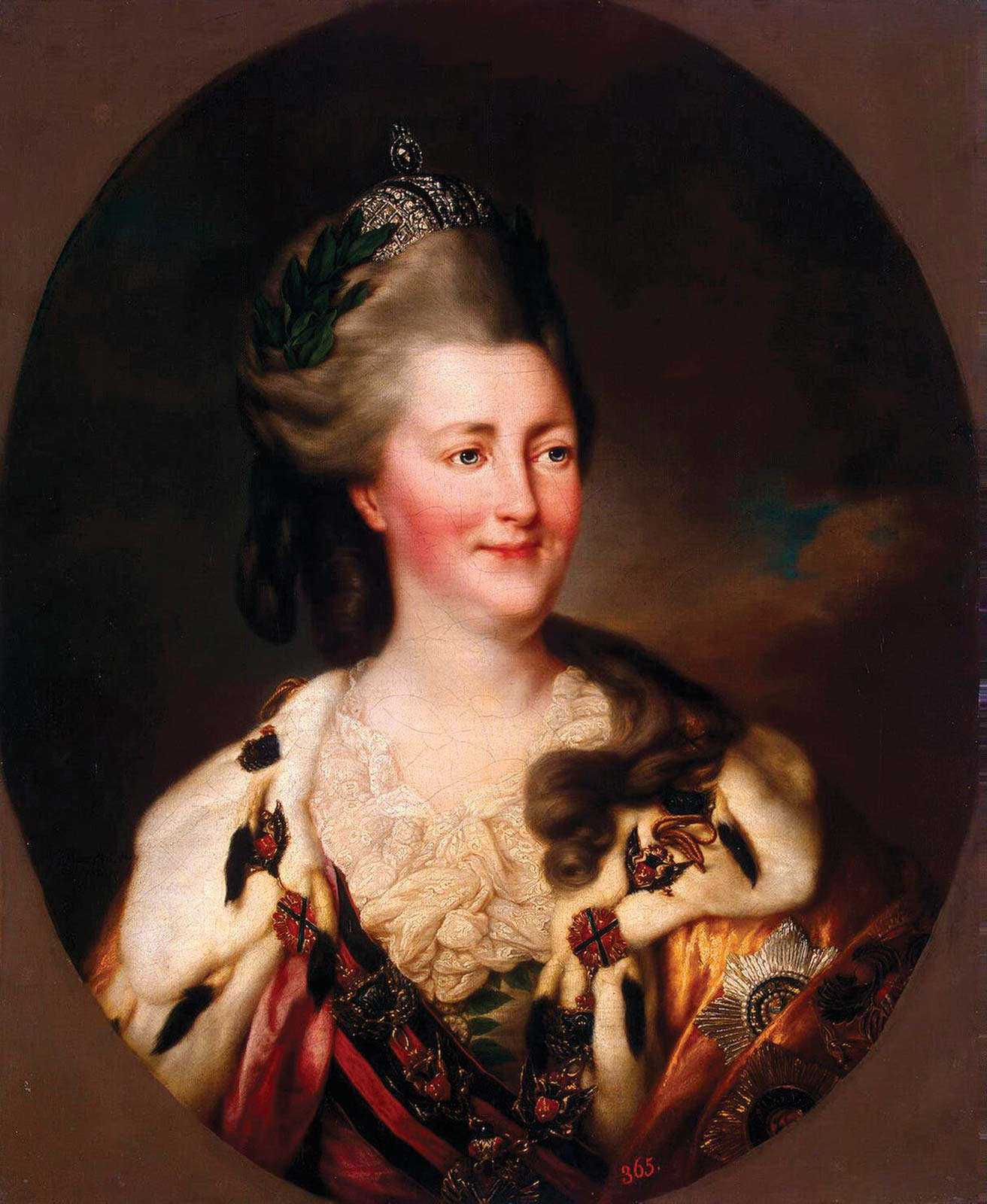
Catarina II da Rússia por Richard Brompton. Catarina e Estanislau chegaram a ter uma filha ilegítima, Ana Petrovna, mas esta morreu com 1 ano de idade.

Em São Petersburgo, Williams apresentou Poniatowski a Catarina Alexeievna, de 26 anos, a futura imperatriz Catarina, a Grande. Os dois se tornaram amantes. Quaisquer que sejam seus sentimentos por Catarina, é provável que Poniatowski também tenha visto uma oportunidade de usar o relacionamento para seu próprio benefício, usando a influência dela para reforçar sua carreira. 
Poniatowski teve que deixar São Petersburgo em julho de 1756 devido a intrigas na corte. Através da influência combinada de Catarina, da imperatriz russa Isabel e do chanceler Bestuzhev-Ryumin, Poniatowski pôde voltar à corte russa agora como embaixador da Saxônia no janeiro seguinte. Ainda em São Petersburgo, ele parece ter sido uma fonte de intrigas entre vários governos europeus, alguns apoiando sua nomeação, outros exigindo sua retirada. Ele finalmente deixou a capital russa em 14 de agosto de 1758. 
Poniatowski participou dos Sejms de 1758, 1760 e 1762. Ele continuou seu envolvimento com a Família e apoiou uma postura pró-russa e antiprussiana na política polonesa. Seu pai morreu em 1762, deixando-o uma herança modesta. Em 1762, quando Catarina subiu ao trono russo, ela enviou-lhe várias cartas professando seu apoio à sua própria ascensão ao trono polonês, mas pedindo que ele ficasse longe de São Petersburgo. No entanto, Poniatowski esperava que Catarina considerasse sua oferta de casamento, uma ideia considerada plausível por alguns observadores internacionais. Ele participou da conspiração fracassada da Família para realizar um golpe de estado contra o rei Augusto III. Em agosto de 1763, porém, Catarina aconselhou a ele e à família que ela não apoiaria um golpe enquanto o rei Augusto estivesse vivo. 

## Reinado

### Anos de esperança

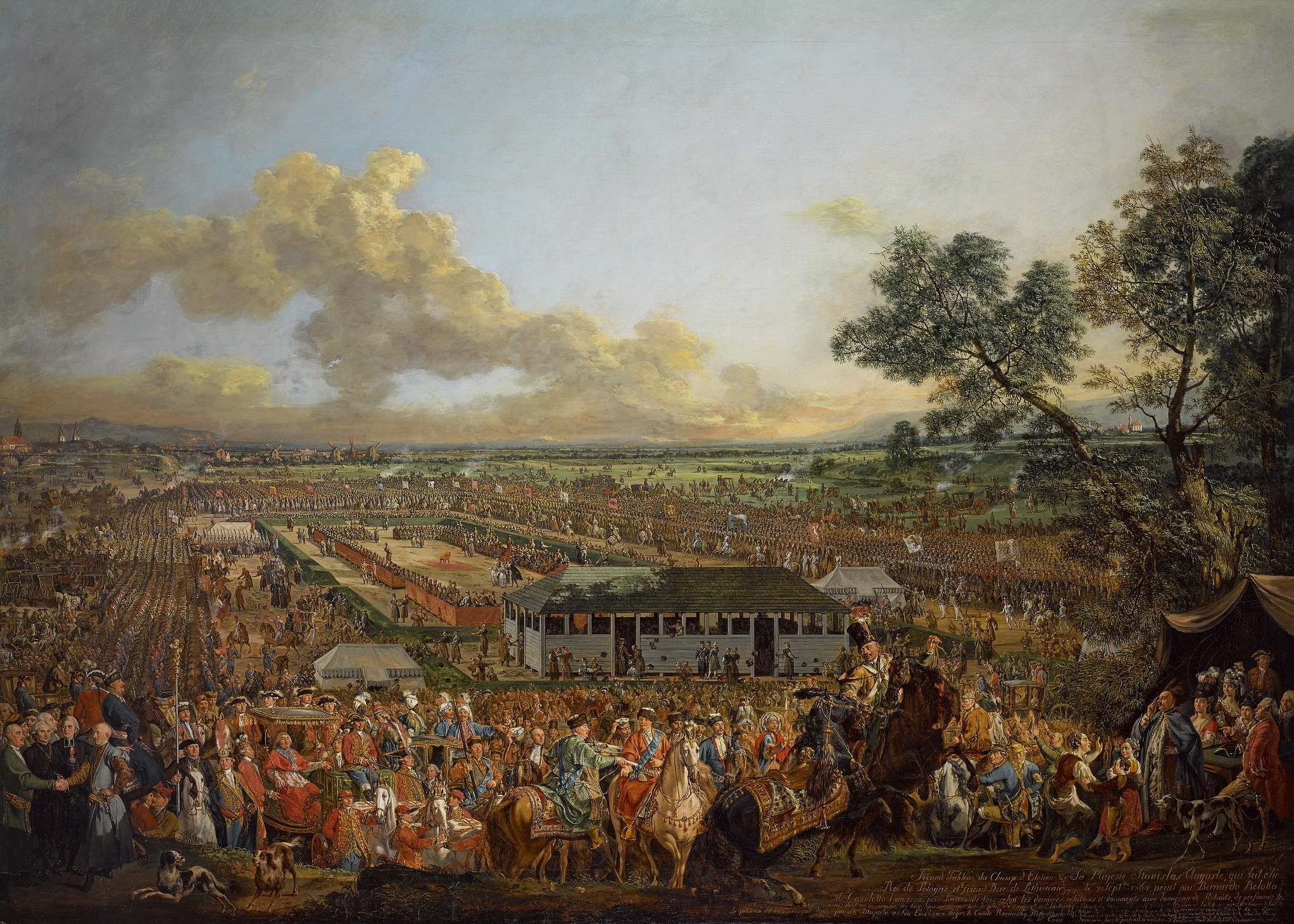
A eleição de Estanislau Augusto, por Bernardo Bellotto.

Com a morte do rei Augusto III da Polônia, em outubro de 1763, começou o lobby para a eleição do novo rei. Catarina jogou seu apoio atrás de Poniatowski. Os russos gastaram cerca de 2,5 milhões de rublos em auxílio à sua eleição. Os apoiadores e oponentes de Poniatowski se envolveram em algumas posturas militares e até em pequenos confrontos. No final, o exército russo foi destacado a apenas alguns quilômetros do sejm eleitoral, que se reuniu em Wola, perto de Varsóvia. No evento, não houve outros candidatos sérios e, durante a convocação em 7 de setembro de 1764, Poniatowski, 32 anos, foi eleito rei, com 5 584 votos. Ele jurou a pacta conventa em 13 de novembro, e uma coroação formal ocorreu em Varsóvia, em 25 de novembro. Os "tios" do novo rei na Família teriam preferido outro sobrinho no trono, o príncipe Adam Kazimierz Czartoryski, caracterizado por um de seus contemporâneos como débauché, sinon dévoyé (em francês: debochado se não depravado), mas Czartoryski se recusou a procurar escritório. 
"Estanislau Augusto", como agora se denominava combinando os nomes de seus dois antecessores imediatos da realeza, iniciou seu governo apenas com apoio misto dentro da nação. Foi principalmente a pequena nobreza que favoreceu sua eleição. Em seus primeiros anos no trono, ele tentou introduzir uma série de reformas. Ele começou a formar um serviço diplomático, com representantes diplomáticos semi-permanentes em toda a Europa, Rússia e Império Otomano.

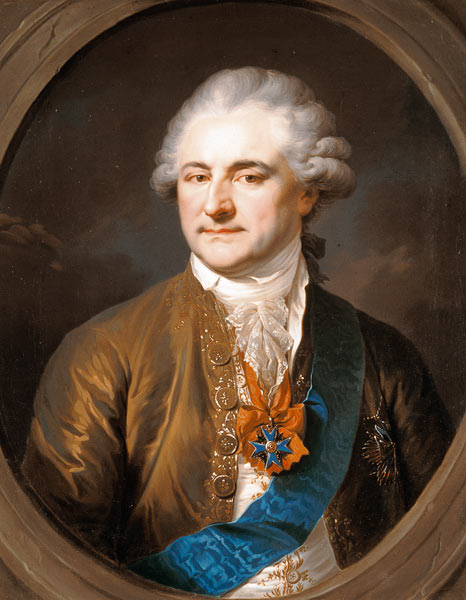
Estanislau Augusto, por Johann Baptist von Lampi

Em 7 de maio de 1765, Poniatowski estabeleceu a Ordem dos Cavaleiros de São Estanislau, em homenagem a São Estanislau de Cracóvia, bispo e mártir da Polônia e seu próprio santo padroeiro, como a segunda ordem de cavalaria do país, para recompensar poloneses e outros pelos notáveis serviço ao rei. Juntamente com a Família, ele tentou reformar o sistema ineficaz de governo, reduzindo os poderes dos hetmans (principais comandantes militares da Comunidade) e tesoureiros, transferindo-os para comissões eleitas pelo Sejm e responsáveis perante o rei. Em suas memórias, Poniatowski chamou esse período de "anos de esperança". A Família, que estava interessada em fortalecer sua própria base de poder, ficou insatisfeita com sua atitude conciliatória ao estender a mão a muitos ex-oponentes de suas políticas.
Essa aliança desconfortável entre Poniatowski e a Família continuou durante a maior parte da primeira década de seu governo. Um dos pontos de discórdia entre Poniatowski e a família dizia respeito aos direitos das minorias religiosas na Polônia. Enquanto Poniatowski apoiava com relutância uma política de tolerância religiosa, a Família se opunha a ela. A crescente brecha entre Poniatowski e a Família foi explorada pelos russos, que usaram o assunto como pretexto para intervir na política interna da Comunidade e desestabilizar o país. Catarina não queria que a reforma de Poniatowski fosse bem-sucedida. Ela havia apoiado sua ascensão ao trono para garantir que a Comunidade continuasse sendo um estado fantoche virtual sob controle russo, de modo que suas tentativas de reformar as estruturas governamentais enfermas da Polônia eram uma ameaça ao status quo.  

### A Confederação de Bar e Primeira Partição da Polônia
Os assuntos vieram à tona em 1766. Durante o Sejm, em outubro daquele ano, Poniatowski tentou promover uma reforma radical, restringindo a provisão desastrosa do veto de liberdade. Ele se opôs a conservadores como Michał Wielhorski, que foram apoiados pelos embaixadores da Prússia e da Rússia e que ameaçaram a guerra se a reforma fosse aprovada. Os dissidentes, apoiados pelos russos, formaram a Confederação Radom. Abandonadas pela família, as reformas de Poniatowski não foram aprovadas no Repnin Sejm, em homenagem ao embaixador russo Nicholas Repnin, que prometeu garantir com todo o poder do Império Russo as liberdades douradas da nobreza polonesa, consagradas nas Leis Cardeais.  

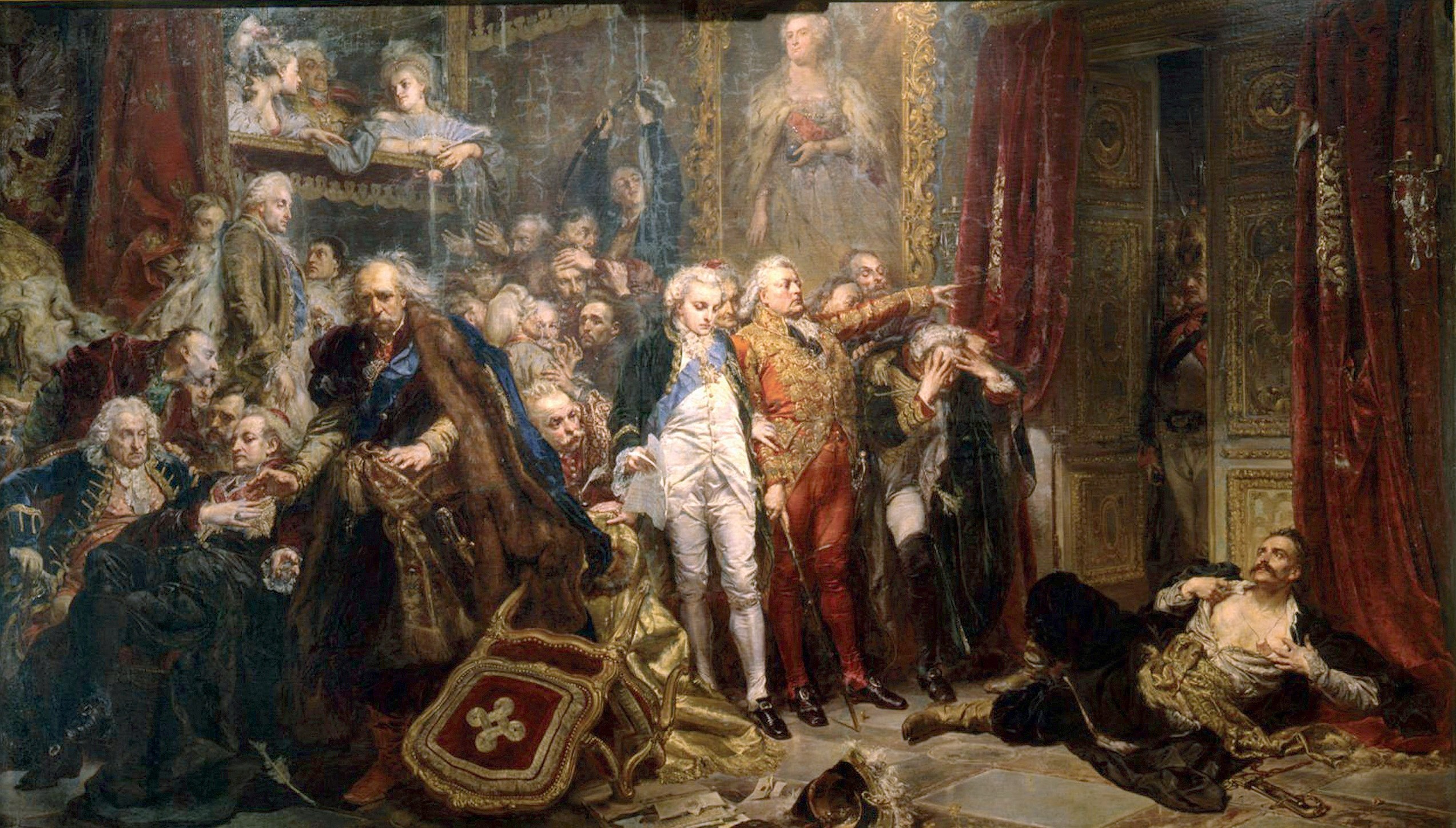
O famoso gesto de protesto de Tadeusz Rejtan no Sejm de Partição, retratado por Matejko.

Embora tivesse abandonado a causa das reformas de Poniatowski, a Família não recebeu o apoio esperado dos russos que continuaram a pressionar pelos direitos dos conservadores. Enquanto isso, outras facções agora se uniram sob a bandeira da Confederação de Bar, contra os conservadores, Poniatowski e os russos. Após uma tentativa frustrada de criar aliados na Europa Ocidental, França, Inglaterra e Áustria, Poniatowski e a Família não tiveram escolha a não ser confiar mais fortemente no Império Russo, que tratava a Polônia como um protetorado. Na Guerra da Confederação de Bar (1768-1772), Poniatowski apoiou a repressão do Exército Russo à Confederação. Em 1770, o Conselho da Confederação dos Advogados o proclamou destronado. No ano seguinte, ele foi sequestrado pelos Confederados e foi brevemente preso fora de Varsóvia, mas conseguiu escapar.  Em vista da contínua fraqueza do estado polonês-lituano, Áustria, Rússia e Prússia colaboraram para ameaçar a intervenção militar em troca de importantes concessões territoriais da Comunidade - uma decisão que eles tomaram sem consultar Poniatowski ou quaisquer outros partidos poloneses. 
Embora Poniatowski tenha protestado contra a Primeira Partição da Polônia (1772), ele era impotente para fazer qualquer coisa a respeito. Ele considerou a abdicação, mas decidiu desistir disso. Durante o Sejm de Partição de 1773-1775, na qual a Rússia foi representada pelo embaixador Otto von Stackelberg, sem assistência aliada do exterior e com os exércitos dos poderes de divisão que ocupavam Varsóvia para obrigar o Sejm pela força das armas, não havia alternativa disponível além da submissão. Eventualmente, Poniatowski e o Sejm aderiram ao "tratado de partição". Ao mesmo tempo, várias outras reformas foram aprovadas. As leis cardinais foram confirmadas e garantidas pelos poderes de divisão. A prerrogativa real era restrita, de modo que o rei perdeu o poder de conferir papéis de titular e promoções militares, para nomear ministros e senadores. O Sejm também criou duas instituições notáveis: o Conselho Permanente, um órgão governamental em operação contínua e a Comissão de Educação Nacional . Os poderes de divisão pretendiam que o Conselho fosse mais fácil de controlar do que os indisciplinados Sejms e, de fato, ele permaneceu sob a influência do Império Russo. No entanto, houve uma melhoria significativa na governança da Comunidade. A nova legislação foi garantida pelo Império Russo, dando-lhe licença para interferir na política da Polônia quando a legislação favorecida fosse ameaçada. 
As consequências do Sejm de Partição foram o surgimento de uma facção conservadora oposta ao Conselho Permanente, encarando-a como uma ameaça às suas Liberdades de Ouro. Esta facção foi apoiada pela família Czartoryski, mas não por Poniatowski, que provou ser bastante hábil em fazer o Conselho seguir seus desejos. Isso marcou a formação de novas facções anti-reais e pró-reais na política polonesa. A facção real era composta principalmente por pessoas em dívida com o rei, que planejavam construir suas carreiras a serviço dele. Poucos conheciam seus planos de reformas, que foram mantidos ocultos da oposição conservadora e da Rússia. Poniatowski obteve uma vitória política durante o Sejm de 1776, o que fortaleceu ainda mais o Conselho. O chanceler Andrzej Zamoyski recebeu a tarefa de codificar a lei polonesa, um projeto que ficou conhecido como Código Zamoyski. A Rússia apoiou parte das reformas de 1776, mas não todas, e para impedir que Poniatowski se tornasse poderoso demais, apoiou a oposição durante o Sejm de 1778. Isso marcou o fim das reformas de Poniatowski, pois ele se viu sem apoio suficiente para realizá-las. 

### O Grande Sejm e a Constituição de 3 de maio de 1791
Na década de 1780, Catarina parecia favorecer Poniatowski marginalmente sobre a oposição, mas ela não apoiou nenhum de seus planos para uma reforma significativa. Apesar das repetidas tentativas, Poniatowski não conseguiu confederar os sejms, o que os tornaria imunes ao liberum veto. Assim, apesar de ter maioria nos Sejms, Poniatowski foi incapaz de aprovar a menor reforma. O Código Zamoyski foi rejeitado pelo Sejm de 1780, e os ataques da oposição ao rei dominaram os Sejms de 1782 e 1786. 
Reformas se tornaram possíveis novamente no final da década de 1780. No contexto das guerras travadas contra o Império Otomano pelo Império Austríaco e pelo Império Russo, Poniatowski tentou atrair a Polônia para a aliança austro-russa, vendo uma guerra com os otomanos como uma oportunidade para fortalecer a Comunidade.  Catarina deu permissão para que o próximo Sejm fosse chamado, pois considerava útil alguma forma de aliança militar limitada com a Polônia contra os otomanos.  

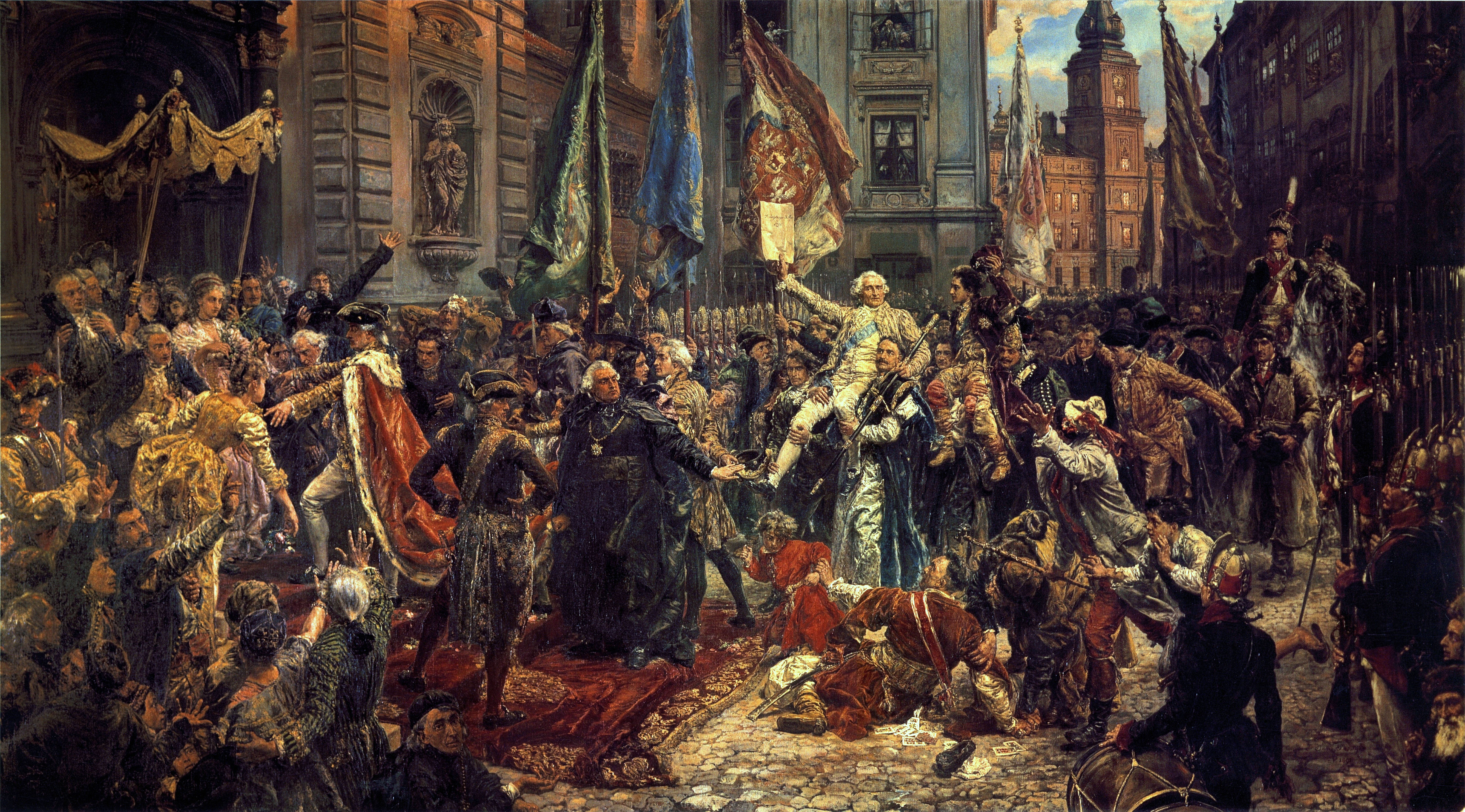
Constituição de 3 de maio de 1791, por Matejko, 1891

A aliança russo-polonesa não foi implementada, pois, no final, o único compromisso aceitável se mostrou pouco atraente para os dois lados. No entanto, no Sejm de quatro anos que se seguiu de 1788 a 1792 (conhecido como o Grande Sejm), Poniatowski se interessou pelos reformadores associados ao Partido Patriótico de Stanisław Małachowski, Ignacy Potocki e Hugo Kołłątaj, e co-autor da Constituição de 3 de maio de 1791. A Constituição introduziu amplas reformas. Segundo Jacek Jędruch, a Constituição, apesar de suas disposições liberais, "caiu em algum lugar abaixo dos franceses, acima da canadense, e deixou as Leis Gerais do Estado para os Estados da Prússia (em alemão: Allgemeines Landrecht für die Preußischen Staaten) para trás", mas "não foi páreo para a Constituição americana". 
George Sanford observa que a Constituição deu à Polônia "uma monarquia constitucional próxima ao modelo inglês da época". De acordo com um relato contemporâneo, o próprio Poniatowski o descreveu como "fundado principalmente nos da Inglaterra e nos Estados Unidos da América, mas evitando as falhas e os erros de ambos, e adaptado o máximo possível às circunstâncias locais e particulares do país. " A Constituição de 3 de maio permaneceu até o fim um trabalho em andamento. Um novo código civil e criminal (provisoriamente chamado de "Código Estanislau Augusto") estava entre as propostas. Poniatowski também planejou uma reforma para melhorar a situação dos judeus poloneses. 
Na política externa, rejeitada pela Rússia, a Polônia se voltou para outro aliado em potencial, a Aliança Tripla, representada na cena diplomática polonesa principalmente pelo Reino da Prússia, o que levou à formação da aliança prusso-polonesa, que se mostrou fútil. A mudança pró-prussiana não foi apoiada por Poniatowski, que, no entanto, aderiu à decisão da maioria dos deputados de Sejm. A aprovação da Constituição de 3 de maio, embora oficialmente aplaudida por Frederico Guilherme II da Prússia, que enviou uma nota de felicitações a Varsóvia, causou mais preocupação na Prússia. Os contatos dos reformadores poloneses com a revolucionária Assembleia Nacional Francesa foram vistos pelos vizinhos da Polônia como evidência de uma conspiração e uma ameaça às suas monarquias absolutas. O estadista prussiano Ewald von Hertzberg expressou o medo dos conservadores europeus: "Os poloneses deram o golpe de misericórdia à monarquia prussiana votando em uma constituição", elaborando que uma Comunidade forte provavelmente exigiria o retorno das terras que a Prússia adquiriu na Primeira Partição; um sentimento semelhante foi posteriormente expresso pelo ministro das Relações Exteriores da Prússia, o conde Friedrich Wilhelm von der Schulenburg-Kehnert . Tendo terminado as guerras da Rússia com os otomanos e a Suécia, Catarina ficou furiosa com a adoção da Constituição, que ameaçava a influência russa na Polônia. Um dos principais autores de política externa da Rússia, Alexander Bezborodko, ao saber da Constituição, comentou que "as piores notícias possíveis chegaram de Varsóvia: o rei polonês se tornou quase soberano". 

### Guerra em defesa da Constituição e queda da Comunidade

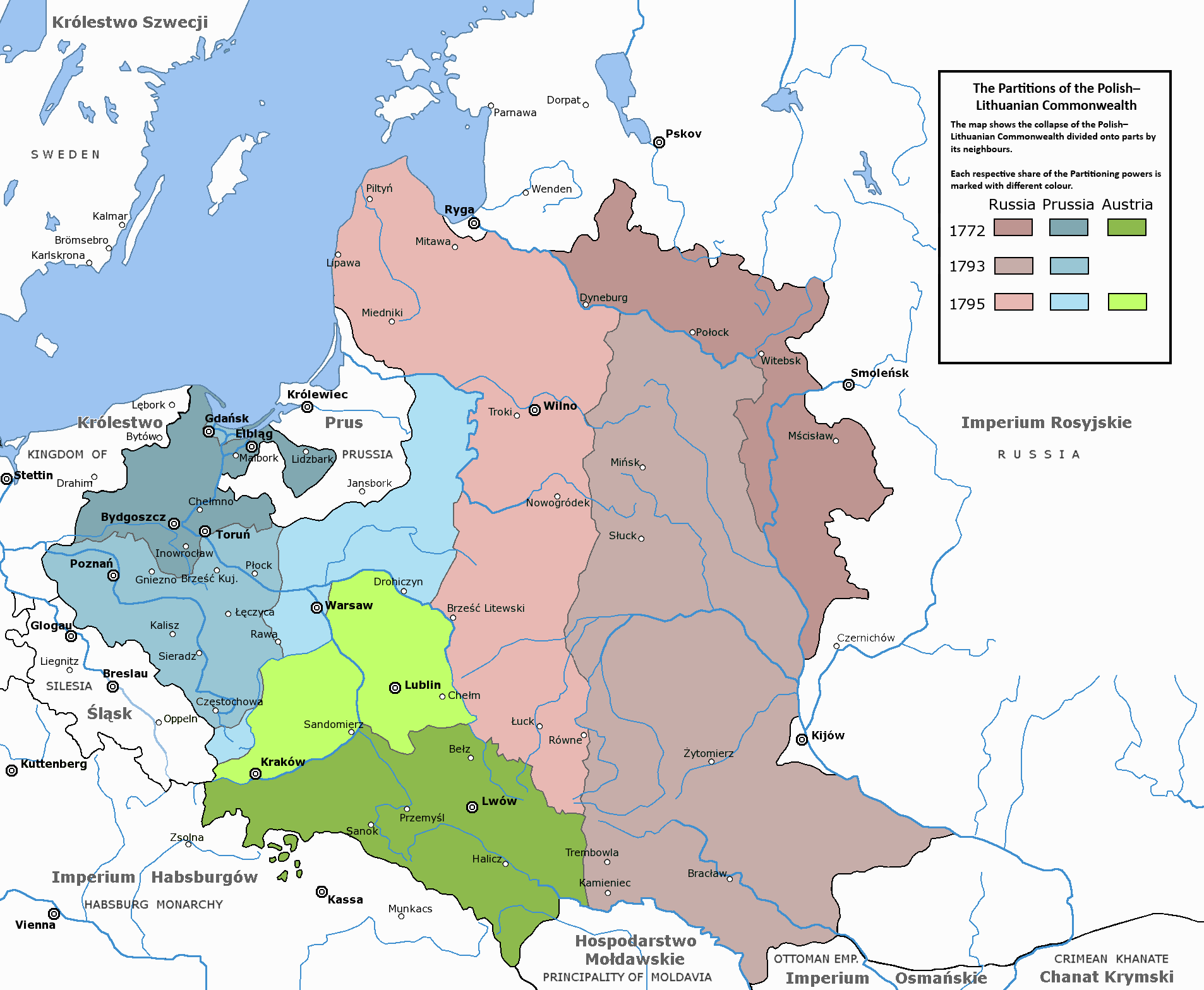
As três partições da Polônia-Lituânia: a partição russa (vermelha), a partição austríaca (verde) e a partição prussiana (azul)

Pouco tempo depois, a nobreza polonesa conservadora formou a Confederação Targowica para derrubar a Constituição, que eles viam como uma ameaça às liberdades e privilégios tradicionais de que gozavam. Os confederados alinharam-se com Catarina, a Grande, da Rússia, e o exército russo entrou na Polônia, marcando o início da Guerra Polaco-Russa de 1792, também conhecida como Guerra em Defesa da Constituição. O Sejm votou no aumento do exército polonês para 100 mil homens, mas devido ao tempo e fundos insuficientes, esse número nunca foi alcançado. Poniatowski e os reformadores conseguiram montar apenas um exército de 37 mil homens, muitos deles recrutas não treinados. Este exército, sob o comando do sobrinho do rei Józef Poniatowski e Tadeusz Kościuszko, conseguiu derrotar os russos ou lutar contra eles em várias ocasiões. Após a vitoriosa Batalha de Zieleńce, na qual as forças polonesas eram comandadas por seu sobrinho, o rei fundou uma nova ordem, a Ordem de Virtuti Militari, para recompensar os poloneses por excepcional liderança militar e coragem em combate. 
Apesar dos pedidos poloneses, a Prússia se recusou a honrar suas obrigações de aliança. No final, a superioridade numérica dos russos era grande demais e a derrota parecia inevitável. As tentativas de Poniatowski de negociar com a Rússia se mostraram inúteis. Em julho de 1792, quando Varsóvia foi ameaçada de cerco pelos russos, o rei passou a acreditar que a rendição era a única alternativa à derrota total. Tendo recebido garantias do embaixador russo Yakov Bulgakov de que não ocorreriam mudanças territoriais, um gabinete de ministros chamado Guarda das Leis (ou Guardiões da Lei, em polonês/polaco:  Straż Praw) votaram oito a quatro a favor da rendição. Em 24 de julho de 1792, Poniatowski ingressou na Confederação Targowica. O exército polonês se desintegrou. Muitos líderes da reforma, acreditando que sua causa foi perdida, se exilaram, embora esperassem que Poniatowski fosse capaz de negociar um compromisso aceitável com os russos, como ele havia feito no passado. Poniatowski não salvou a Comunidade, no entanto. Ele e os reformadores perderam grande parte de sua influência, tanto dentro do país quanto com Catarina. Nem os Confederados Targowica foram vitoriosos. Para sua surpresa, ocorreu a Segunda Partição da Polônia. Com os novos deputados subornados ou intimidados pelas tropas russas, ocorreu o Grodno Sejm. Em 23 de novembro de 1793, anulou todos os atos do Grande Sejm, incluindo a Constituição.

O historiador Robert K. Massie em 'Catarina, a Grande', descreve a sessão do Sejm que oficializou a segunda partilha polonesa:
O prédio da Dieta em Grodno foi cercado por tropas russas, e disseram aos deputados que ninguém sairia de lá até que a partilha fosse aprovada. A sessão entrou pela noite adentro. A princípio, os deputados gritaram, se recusando a ocupar seus lugares; depois se sentaram, imóveis, em silêncio total. Às quatro da madrugada, o coordenador da Dieta perguntou três vezes: “A Dieta autoriza os delegados a assinar o tratado?” Nenhum deles respondeu. Diante disso, o coordenador anunciou: “Quem cala consente.” E assim foi aprovado o tratado de partilha pela Dieta polonesa. […] Estanislau continuou no trono. Politicamente impotente, supérfluo, patético, voltou ao palácio em Varsóvia desprezado por seus súditos.
Diante de sua impotência, Poniatowski considerou mais uma vez abdicação; enquanto isso, ele tentava salvar quaisquer reformas que pudesse.  

## Últimos Anos

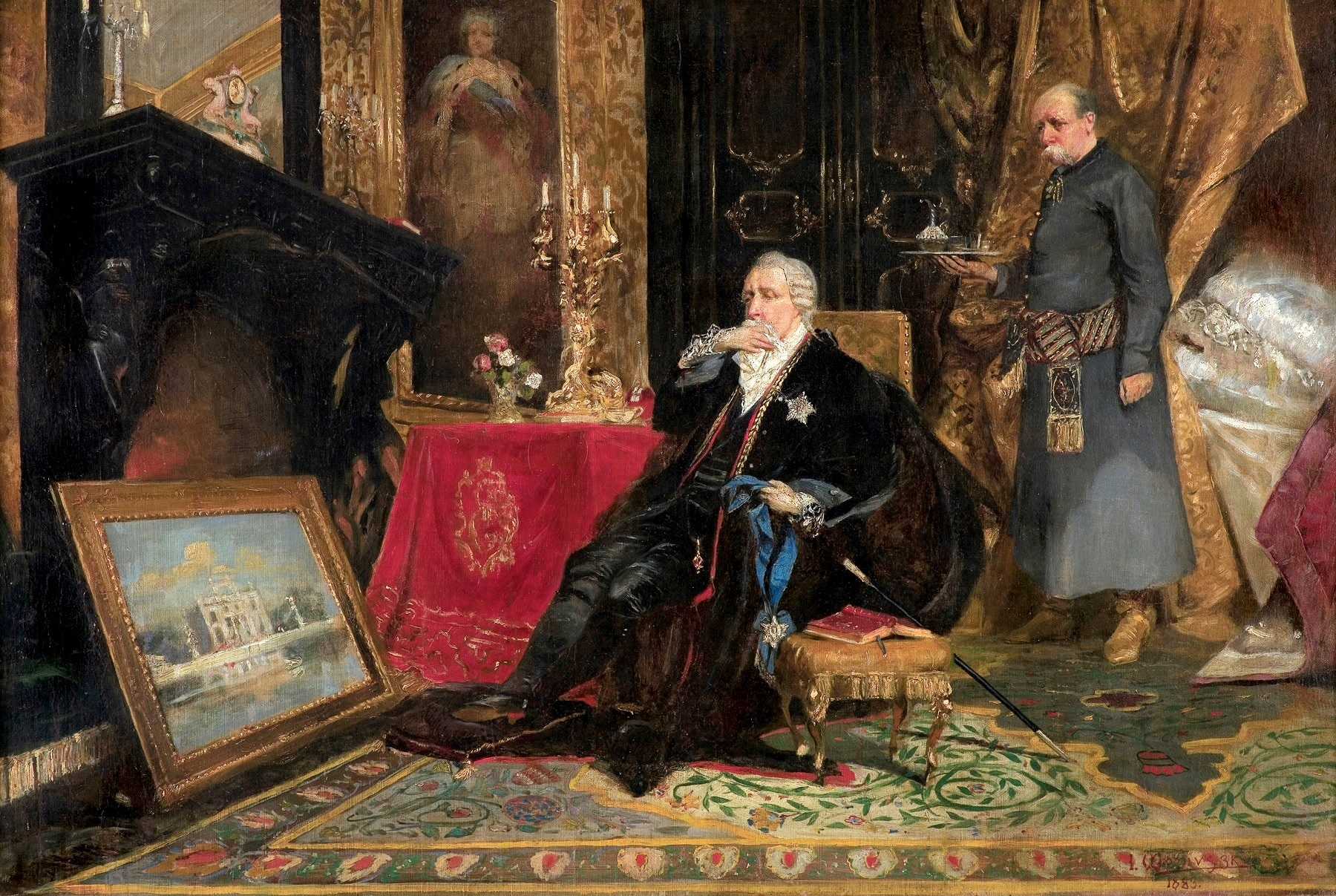
O rei Estanislau Augusto em São Petersburgo, por Jan Czesław Moniuszko, 1883

Os planos de Poniatowski foram arruinados pela revolta de Kościuszko. O rei não a incentivou, mas, uma vez iniciado, ele a apoiou, sem ver outra opção honrosa. Sua derrota marcou o fim da Comunidade Polaco-Lituana. Poniatowski tentou governar o país no breve período após a queda da Revolta, mas em 2 de dezembro de 1794, Catarina exigiu que ele deixasse Varsóvia, um pedido ao qual ele aderiu em 7 de janeiro de 1795, deixando a capital sob escolta militar russa e se estabelecendo brevemente. em Grodno. Em 24 de outubro de 1795, foi assinado o ato da terceira partição final da Polônia. Um mês e um dia depois, em 25 de novembro, Poniatowski assinou sua abdicação. Alegadamente, sua irmã Ludwika Maria Zamoyska e sua filha também sua sobrinha favorita, Urszula Zamoyska, que havia sido ameaçada por confisco de suas propriedades, haviam contribuído para convencê-lo a assinar sua abdicação: eles temiam que sua recusa levasse a um confisco russo de suas propriedades.
Catarina morreu em 17 de novembro de 1796, substituída por seu filho Paulo I da Rússia. Em 15 de fevereiro de 1797, Poniatowski partiu para São Petersburgo. Ele esperava poder viajar para o exterior, mas não conseguia obter permissão para fazê-lo. Um prisioneiro no Palácio de Mármore de São Petersburgo, ele se mantinha com uma pensão que Catarina concedeu a ele. Apesar dos problemas financeiros, ele ainda apoiava alguns de seus ex-aliados e continuou tentando representar a causa polonesa na corte russa. Ele também trabalhou em suas memórias. 
Poniatowski morreu de derrame em 12 de fevereiro de 1798. Paulo I patrocinou um funeral do estado real e, em 3 de março, ele foi enterrado na Igreja Católica de Santa Catarina, em São Petersburgo. Em 1938, quando a União Soviética planejava demolir a Igreja, seus restos mortais foram transferidos para a Segunda República Polonesa e enterrados em uma igreja em Wołczyn, sua terra natal. Isso foi feito em segredo e causou polêmica na Polônia quando se tornou conhecido. Em 1990, devido ao mau estado da Igreja Wołoczyn (então na SSR da Bielorrússia ), seu corpo foi novamente exumado e levado para a Polônia, para a Catedral de São João em Varsóvia, onde, em 3 de maio de 1791, ele celebrou o adoção da Constituição que ele foi co-autor. A cerimônia final do funeral foi realizada em 14 de fevereiro de 1995. 

## Antepassados
|  |                                      |  |  |  |  |  |  |  |  |  |  |  |  |  |  |  |
|  | 8. Jan Poniatowski                   |  |  |  |  |  |  |  |  |  |  |  |  |  |  |  |
|  |                                      |  |  |  |  |  |  |  |  |  |  |  |  |  |  |  |
|  |                                      |  |  |  |  |  |  |  |  |  |  |  |  |  |  |  |
|  | 4. Franciszek Poniatowski            |  |  |  |  |  |  |  |  |  |  |  |  |  |  |  |
|  |                                      |  |  |  |  |  |  |  |  |  |  |  |  |  |  |  |
|  |                                      |  |  |  |  |  |  |  |  |  |  |  |  |  |  |  |
|  | 9. Jadwiga Maciejowska               |  |  |  |  |  |  |  |  |  |  |  |  |  |  |  |
|  |                                      |  |  |  |  |  |  |  |  |  |  |  |  |  |  |  |
|  |                                      |  |  |  |  |  |  |  |  |  |  |  |  |  |  |  |
|  | 2. Stanisław Poniatowski             |  |  |  |  |  |  |  |  |  |  |  |  |  |  |  |
|  |                                      |  |  |  |  |  |  |  |  |  |  |  |  |  |  |  |
|  |                                      |  |  |  |  |  |  |  |  |  |  |  |  |  |  |  |
|  | 5. Helena Niewiarowska               |  |  |  |  |  |  |  |  |  |  |  |  |  |  |  |
|  |                                      |  |  |  |  |  |  |  |  |  |  |  |  |  |  |  |
|  |                                      |  |  |  |  |  |  |  |  |  |  |  |  |  |  |  |
|  | 1. Estanislau II Augusto Poniatowski |  |  |  |  |  |  |  |  |  |  |  |  |  |  |  |
|  |                                      |  |  |  |  |  |  |  |  |  |  |  |  |  |  |  |
|  |                                      |  |  |  |  |  |  |  |  |  |  |  |  |  |  |  |
|  | 12. Michał Jerzy Czartoryski         |  |  |  |  |  |  |  |  |  |  |  |  |  |  |  |
|  |                                      |  |  |  |  |  |  |  |  |  |  |  |  |  |  |  |
|  |                                      |  |  |  |  |  |  |  |  |  |  |  |  |  |  |  |
|  | 6. Kazimierz Czartoryski             |  |  |  |  |  |  |  |  |  |  |  |  |  |  |  |
|  |                                      |  |  |  |  |  |  |  |  |  |  |  |  |  |  |  |
|  |                                      |  |  |  |  |  |  |  |  |  |  |  |  |  |  |  |
|  | 13. Joanna Weronika Olędzka          |  |  |  |  |  |  |  |  |  |  |  |  |  |  |  |
|  |                                      |  |  |  |  |  |  |  |  |  |  |  |  |  |  |  |
|  |                                      |  |  |  |  |  |  |  |  |  |  |  |  |  |  |  |
|  | 3. Konstancja Czartoryska            |  |  |  |  |  |  |  |  |  |  |  |  |  |  |  |
|  |                                      |  |  |  |  |  |  |  |  |  |  |  |  |  |  |  |
|  |                                      |  |  |  |  |  |  |  |  |  |  |  |  |  |  |  |
|  | 14. Jan Andrzej Morsztyn             |  |  |  |  |  |  |  |  |  |  |  |  |  |  |  |
|  |                                      |  |  |  |  |  |  |  |  |  |  |  |  |  |  |  |
|  |                                      |  |  |  |  |  |  |  |  |  |  |  |  |  |  |  |
|  | 7. Izabela Elżbieta Czartoryska      |  |  |  |  |  |  |  |  |  |  |  |  |  |  |  |
|  |                                      |  |  |  |  |  |  |  |  |  |  |  |  |  |  |  |
|  |                                      |  |  |  |  |  |  |  |  |  |  |  |  |  |  |  |
|  | 15. Marie Catherine Gordon           |  |  |  |  |  |  |  |  |  |  |  |  |  |  |  |
|  |                                      |  |  |  |  |  |  |  |  |  |  |  |  |  |  |  |
|  |                                      |  |  |  |  |  |  |  |  |  |  |  |  |  |  |  |